# 1200 brutto
1200 brutto ist ein deutscher Dokumentarfilm von Britta Wandaogo aus dem Jahr 2008.
Der Film entstand in der Redaktion Menschen hautnah des WDR. Er erhielt den Kölner Medienpreis in der Kategorie Kameraführung und den Nebenpreis 2008 auf dem Blicke – Filmfestival des Ruhrgebiets.

## Handlung
Andy ist 21 und arbeitet in der Altpapiersortierung. Er steht mitten in der Presse und sortiert Plastikmüll und Altpapier für den Weitertransport nach China – ein Knochenjob für 1200 brutto. Andy ist fleißig, hat gelernt durchzuhalten, und er weiß für wen, jeden Abend warten seine drei Kinder sehnsüchtig auf ihren Papa. Doch als seine Freundin das vierte Kind erwartet, gerät die familiäre Situation und Andys Optimismus immer mehr ins Wanken.
Andy: „Ich bin nicht blöd, bin gut gebildet und kann mir selber helfen. Ich finde, wir machen das ganz schön zusammen, und wenn ich den Führerschein hätte, würde ich auch nicht so einen Drecksjob machen.“
Zwei Jahre später drehte Wandaogo einen zweiten Film über Andy und seine Familie mit dem Titel: Ohne mein viertes Kind.

## Kritiken
„1200 brutto zeigt den im modernen Jargon dem Prekariat angehörigen Mann inmitten seiner schwerwiegenden Alltagsprobleme als einen von sämtlichen Stereotypen befreiten und durch seine Klarheit, Entschlossenheit und liebevolle Art in Würde strahlenden jungen Mann. Andy ist 21 Jahre jung und vierfacher Vater. Die Freundin und Mutter seiner Kinder spricht wenig und leidet, laut Jugendamt, an Antriebslosigkeit. Eine Räumungsklage steht an, weil die Wohnung zu klein sei (das vierte Kind wurde nach der Geburt gegen den Willen der Eltern einer Pflegefamilie übergeben). Wandaogos nahe, aber unaufdringliche Kamera zeigt nicht das fallende Opfer (wie so oft!), sondern einen starken, klugen, lieben Menschen, der in einem System, in dem es vorgeblich alle gut meinen (Behörden, Herkunftsfamilie, Arbeitgeber), keine Chance findet. Ein echtes Horvath'sches Drama. “

„'1200 brutto – Andys Knochenjob' ist ein Film, der vor allem durch die Kameraarbeit besticht. Das Auffällige an Britta Wandaogos Kamera ist – und das mag zunächst absurd klingen – ihre Unauffälligkeit. Gerade dort, wo das Leben bedeutsam ist, bei Andy Zuhause, scheint alles Trennende zwischen den handelnden Personen und dem Zuschauer zu verschwinden. Von einer Distanz, die eine Fernsehkamera schafft, ist hier nichts zu spüren. Es scheint fast, als würden die Beteiligten die Anwesenheit von Kamera und Autorin einfach vergessen. Auf diese Weise entsteht ein Film, der erfahrbar macht, wie nah Existenzwille, Hilflosigkeit und Liebe in dieser Familie beieinander liegen.“

## Auszeichnungen
- 2008: blicke. filmfestival des Ruhrgebiets.[2] Nebenpreis für 1200 brutto
- 2008: Kölner Medienpreis[1] Kategorie Kameraführung für 1200 brutto